# Coppa Italia 2006-2007 (hockey su ghiaccio)
Rivoluzionata la Coppa Italia: non più un mini torneo che coinvolge le due o quattro squadre maggiori della serie A, ma una competizione lunga tutta la stagione e che coinvolge tutte le compagini di A e le sette di A2 rimaste dalla scorsa stagione.
La vincente della Coppa Italia si qualificò per la Continental Cup dell'anno successivo.
A una prima fase a gironi (quattro) è seguita - a gennaio 2007 - una final four, sempre con una fase a gironi.
La vittoria al termine dei tre tempi regolamentari vale 3 punti, che diventano 2 in caso di vittoria ai rigori (1 alla sconfitta).
Negli incontri tra squadre di A e di A2 viene limitato l'uso degli stranieri a 5.

## Gironi eliminatori

### Girone A
Le quattro squadre del girone sono: Asiago Hockey AS, HCJ Milano Vipers, SG Pontebba e H.C. Gherdëina - Val Gardena.
Gli incontri vengono disputati a Selva di Val Gardena.
```
Prima giornata
 - 20 ottobre 
2006

Pontebba - Asiago    2-5
Gherdëina - Milano   1-3
```

```
Seconda giornata
 - 21 ottobre 
2006

Milano - Asiago      4-2
Gherdëina - Pontebba 0-5
```

```
Terza giornata
 - 22 ottobre 
2006

Pontebba - Milano    1-3
Gherdëina - Asiago   2-5
```

#### Classifica
1. Milano 9
2. Asiago 6
3. Pontebba 3
4. Gherdëina 0

### Girone B
Le quattro squadre del girone sono: HC Bolzano, S.V. Caldaro, HC Merano e Renon Ritten Sport Hockey.
Gli incontri vengono disputati a Caldaro e Merano.
```
Prima giornata
 - 20 ottobre 
2006

a Merano

Merano - Renon    2-5

a Caldaro

Caldaro - Bolzano 3-4 d.r.
```

```
Seconda giornata
 - 21 ottobre 
2006

a Merano

Merano - Bolzano 1-2

a Caldaro

Caldaro - Renon  0-7
```

```
Terza giornata
 - 22 ottobre 
2006

a Merano

Merano - Caldaro 3-0

a Caldaro

Bolzano - Renon  2-1
```

#### Classifica
1. Bolzano 8
2. Renon 6
3. Merano 3
4. Caldaro 1

### Girone C
Le quattro squadre del girone sono: Alleghe HC, Appiano Pirats, HC Val Pusteria e WSV Vipiteno Broncos.
Gli incontri vengono disputati ad Appiano.
```
Prima giornata
 - 20 ottobre 
2006

Vipiteno - Alleghe      1-6
Val Pusteria - Appiano  5-4
```

```
Seconda giornata
 - 21 ottobre 
2006

Val Pusteria - Vipiteno 6-4
Appiano - Alleghe       5-6
```

```
Terza giornata
 - 22 ottobre 
2006

Appiano - Vipiteno     10-1
Val Pusteria - Alleghe  2-1
```

#### Classifica
1. Val Pusteria 9
2. Alleghe 6
3. Appiano 3
4. Vipiteno 0

### Girone D
Le quattro squadre del girone sono: SG Cortina, Egna Wild Goose, SHC Fassa e HC Valpellice.
Gli incontri vengono disputati a Torre Pellice.
```
Prima giornata
 - 20 ottobre 
2006

Egna - Cortina       6-7 d.r.
Valpellice - Fassa   5-3
```

```
Seconda giornata
 - 21 ottobre 
2006

Fassa - Egna         3-2 d.r.
Valpellice - Cortina 4-5
```

```
Terza giornata
 - 22 ottobre 
2006

Cortina - Fassa     2-3
Valpellice - Egna   5-4
```

#### Classifica
1. Valpellice 6
2. Fassa 5
3. Cortina 5
4. Egna 2

## Final Four
Si è giocata il 19, 20 e 21 gennaio 2007 al Palaonda di Bolzano. Vi presero parte HCJ Milano Vipers, HC Bolzano, HC Val Pusteria e HC Valpellice.
```
Prima giornata
 - 19 gennaio 
2007

ore 17

Val Pusteria - Milano 1-5

ore 20.30

Bolzano - Valpellice  9-6
```

```
Seconda giornata
 - 20 gennaio 
2007

ore 17

Valpellice - Milano     0-5

ore 20.30

Bolzano - Val Pusteria  3-4 d.r.
```

```
Terza giornata
 - 21 gennaio 
2007

ore 15

Val Pusteria - Valpellice 2-1 d.r.

ore 18.30

Bolzano - Milano          6-3
```

### Classifica
1. Bolzano 7
2. Milano 6
3. Val Pusteria 4
4. Valpellice 1

 L'Hockey Club Bolzano vince la sua seconda coppa Italia.